# Saphobius squamulosus
Saphobius squamulosus är en skalbaggsart som beskrevs av Thomas Broun 1886. Saphobius squamulosus ingår i släktet Saphobius och familjen bladhorningar. Inga underarter finns listade i Catalogue of Life.